# Шепси (село)
Шепси — село в Туапсинском районе Краснодарского края. Административный центр Шепсинского сельского поселения.
Село расположено на Черноморском побережье Кавказа в устье реки Шепси. Железнодорожная станция Шепси на линии «Адлер—Туапсе».

## История

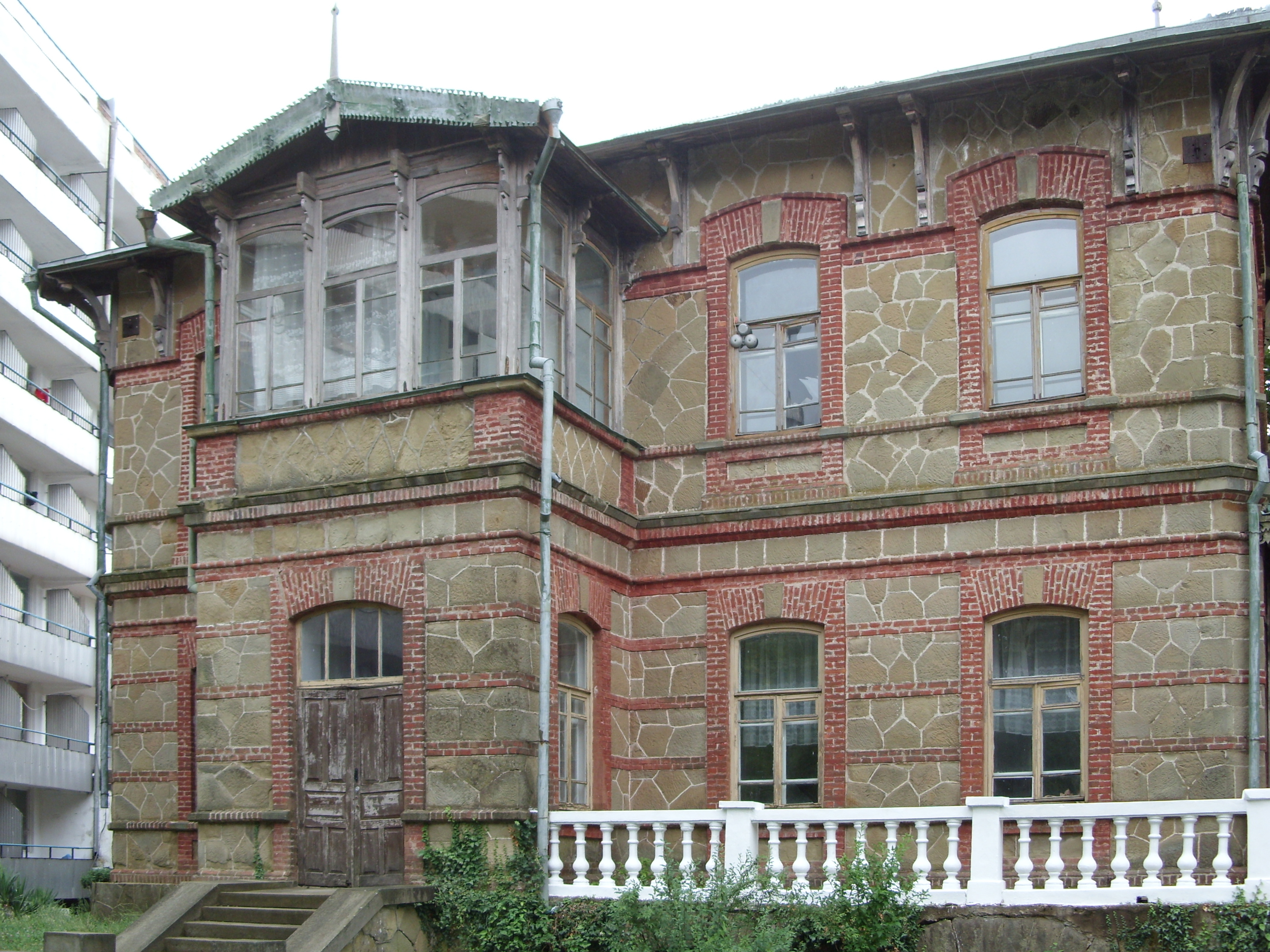
Сохранившийся дом Н. П. Петрова на территории пансионата «Шепси»

Село Шепси получило своё имя от имения адыг. Шепси, которое в свою очередь получило имя от одноимённой реки — Шепси, название которое переводится с адыгского языка как «Сторечная», по другим данным — как «Молочная река» (адыг. Щэпсы), потому что после дождя река приобретает молочный цвет. Также возможен перевод «безводная».
«Имение Шепси» отмечено на карте Военно-Топографического управления, изданной в 1905 году, и расположено на правом берегу реки Шепси. В настоящее время это пансионат «Шепси» Туапсинского района. На момент составления карты село Шепси на карте не отмечено. Имение принадлежало генерал-лейтенанту Петрову Н. П. — товарищу министра путей сообщения, теоретику развития железнодорожного транспорта в России. Существует версия, что село Шепси основано в 1892—1893 годах строителями шоссейной дороги «Новороссийск—Сухуми».
С 26 апреля 1923 года посёлок Шепси зарегистрирован в составе Вельяминовской волости Туапсинского района Черноморского округа Кубано-Черноморской губернии. С 21 мая 1935 года село Шепси в связи с ликвидацией Туапсинского района передано в подчинение г. Туапсе. С 16 апреля 1940 года село Шепси вновь возвращено в состав Туапсинского района. С 26 декабря 1962 года по 12 января 1965 года село Шепси числилось в составе Туапсинского сельского района.

## Население
| 1999 | 2002  | 2010  | 2021  |
| ---- | ----- | ----- | ----- |
| 3340 | ↘3111 | ↗3196 | ↘3123 |

Национальный состав по переписи 2002 года:
- русские — 2 105 чел. (67,7 %),
- армяне — 769 чел. (24,7 %),
- украинцы — 94 чел. (3 %),
- другие национальности — 143 чел. (4,6 %).

## Инфраструктура
В Шепси находятся: санаторий «Смена», пансионат «Маяк», пансионат «Луч», пансионат «Шепси», база отдыха «Энергетик», пансионат «Юбилейный».
В 2001 году был построен Детский оздоровительный лагерь «Юность». В Шепси есть детский сад «Алёнушка» МДОУ № 19. В Шепси есть детская поликлиника, участковый терапевт, процедурный кабинет, отделение стоматологии и стоматологические кабинеты частных специалистов, а также станция скорой помощи.

## Улицы
- пер. Железнодорожный,
- ул. Железнодорожная,
- ул. Восточная,
- ул. Горная,
- ул. Лесная,
- ул. Родниковая,
- ул. Садовая,
- ул. Солнечная,
- ул. Сочинская,
- пер.Сочинский,
- ул. Школьная.
- ул. Гагарина,
- ул. Кипарисовая,
- мкр. Заречье,
- СТ Солнышко
- СТ Надежда

## Фотогалерея

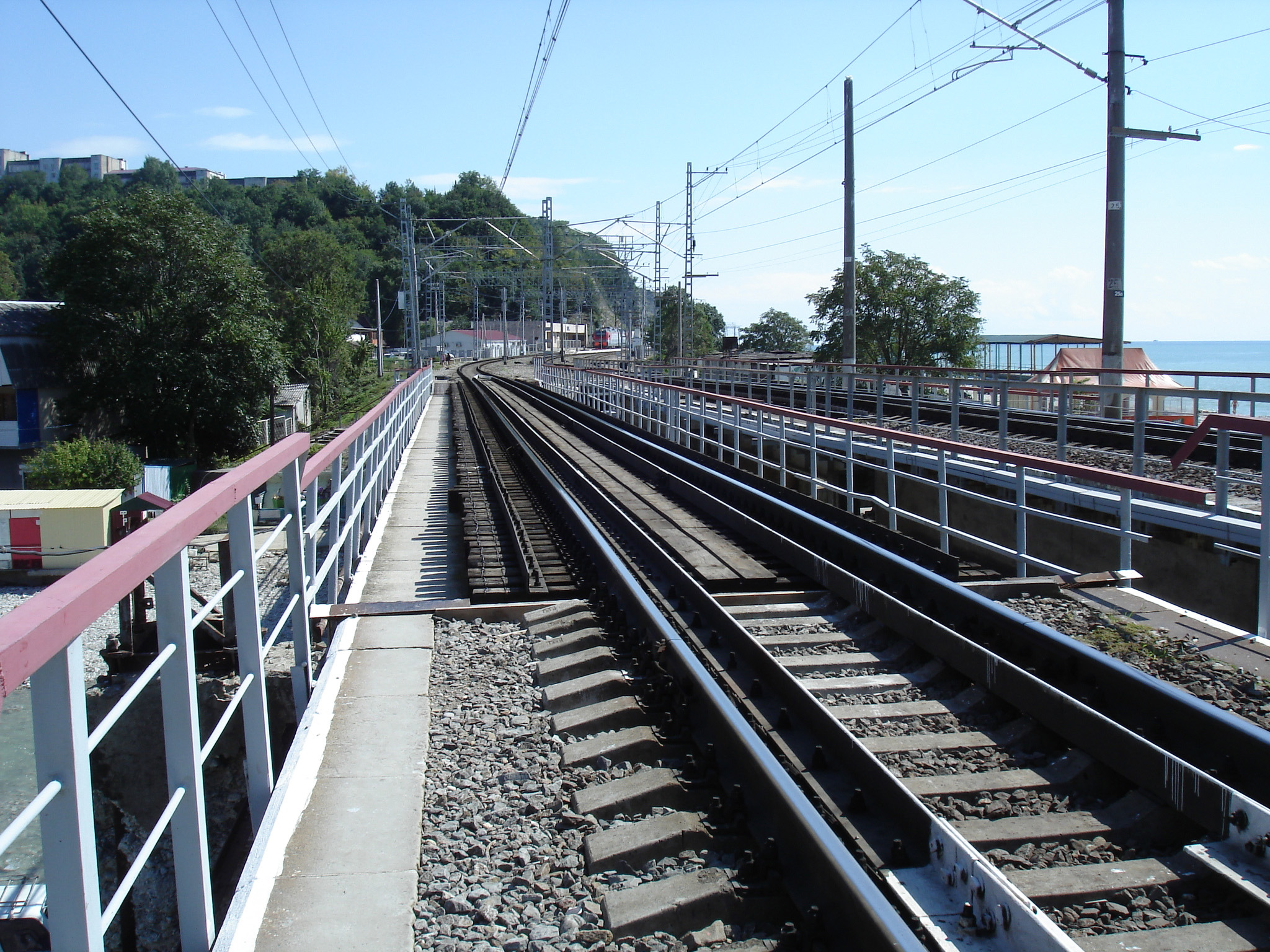
Железнодорожный мост через реку Шепси
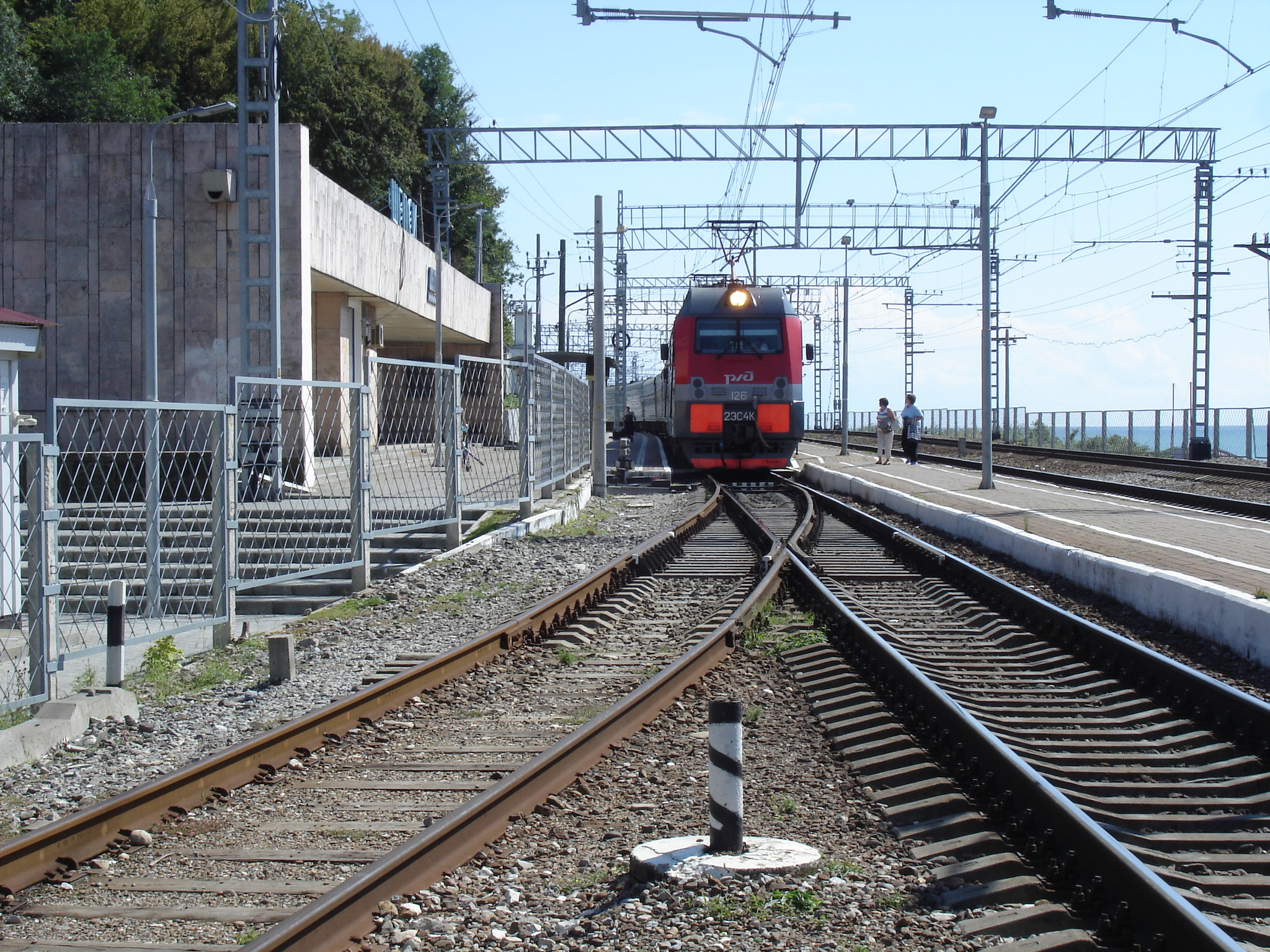
Пассажирский состав на станции
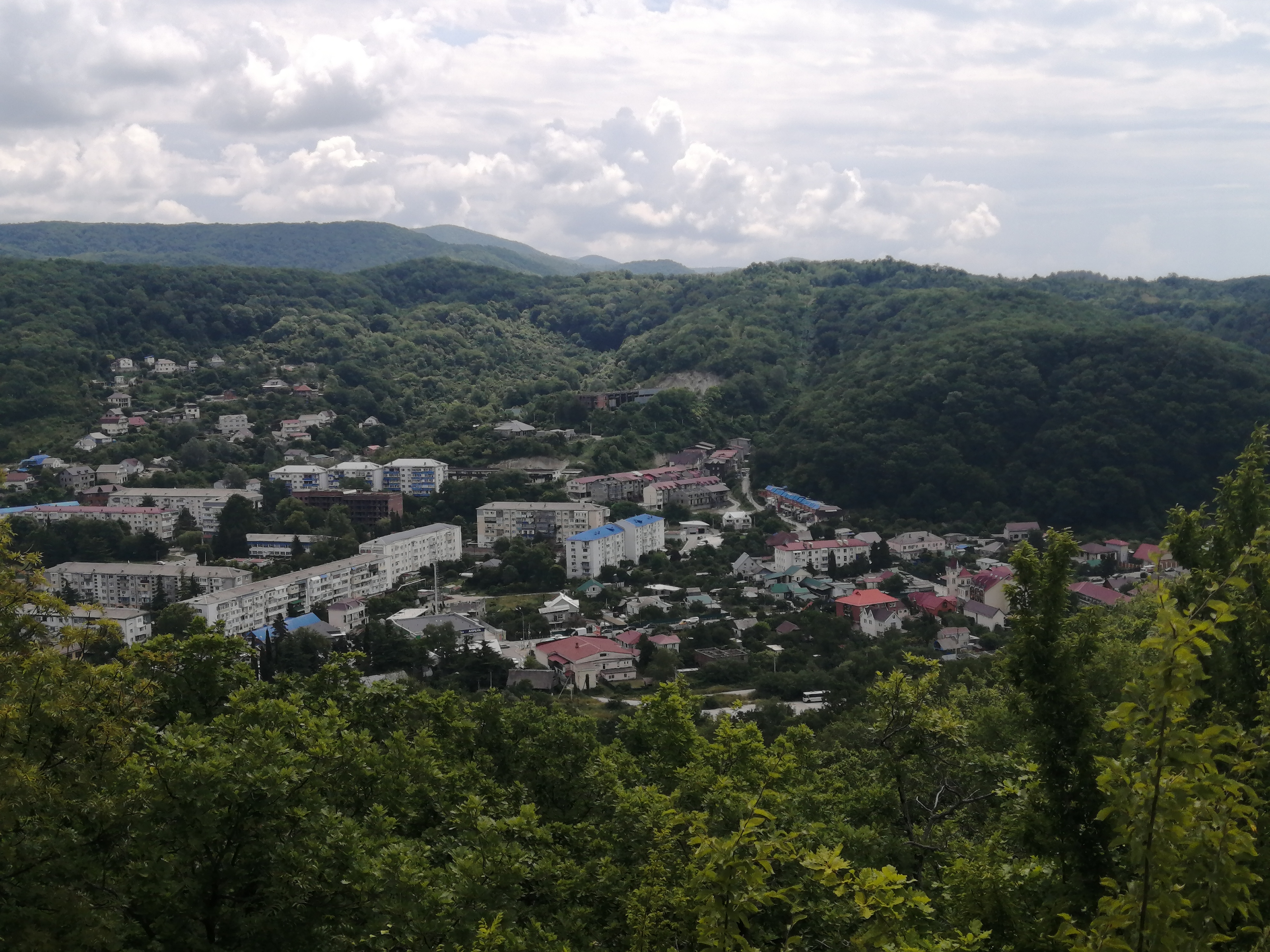
Вид на Шепси с ул. Гагарина
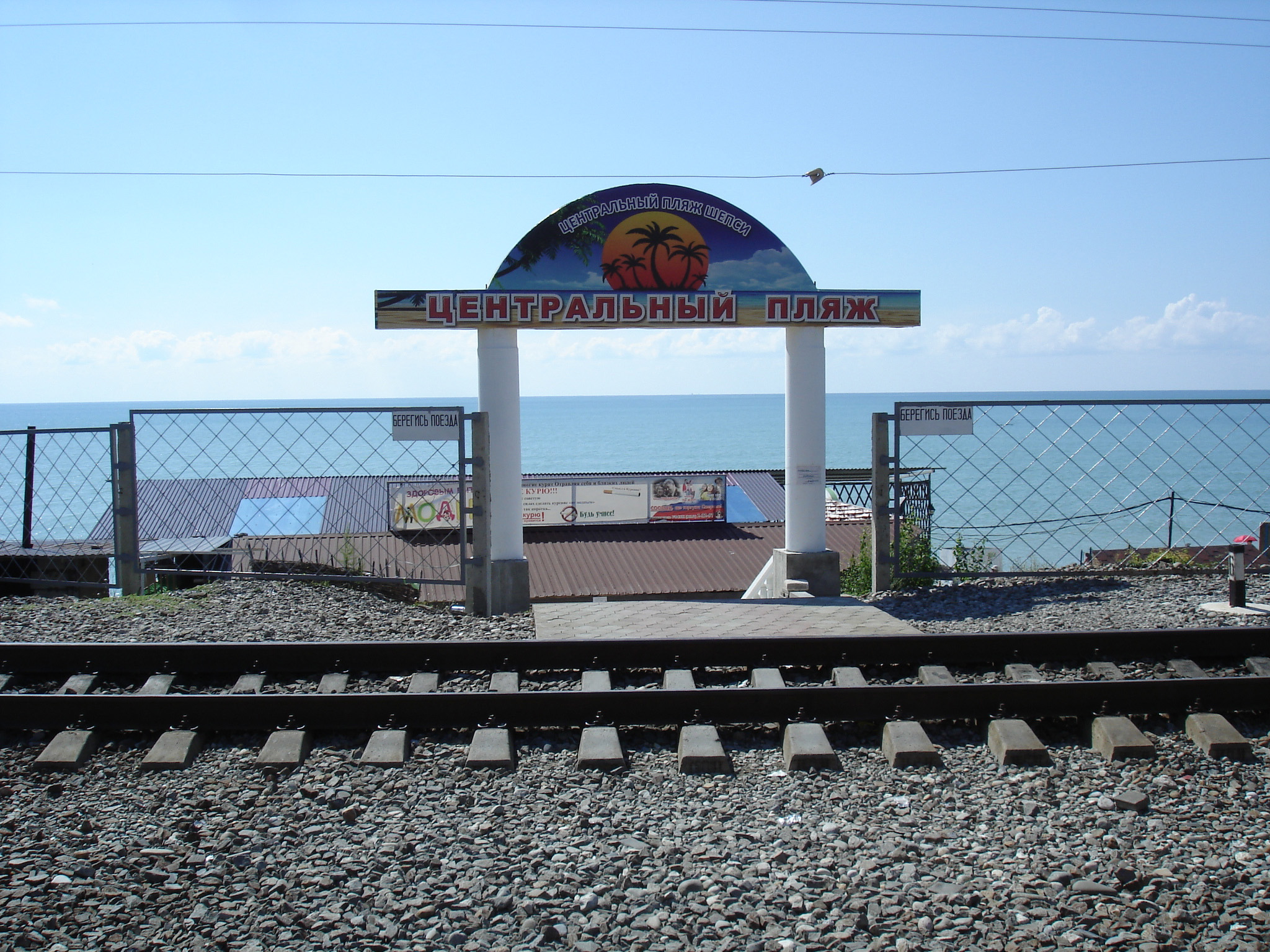
Центральный пляж Шепси
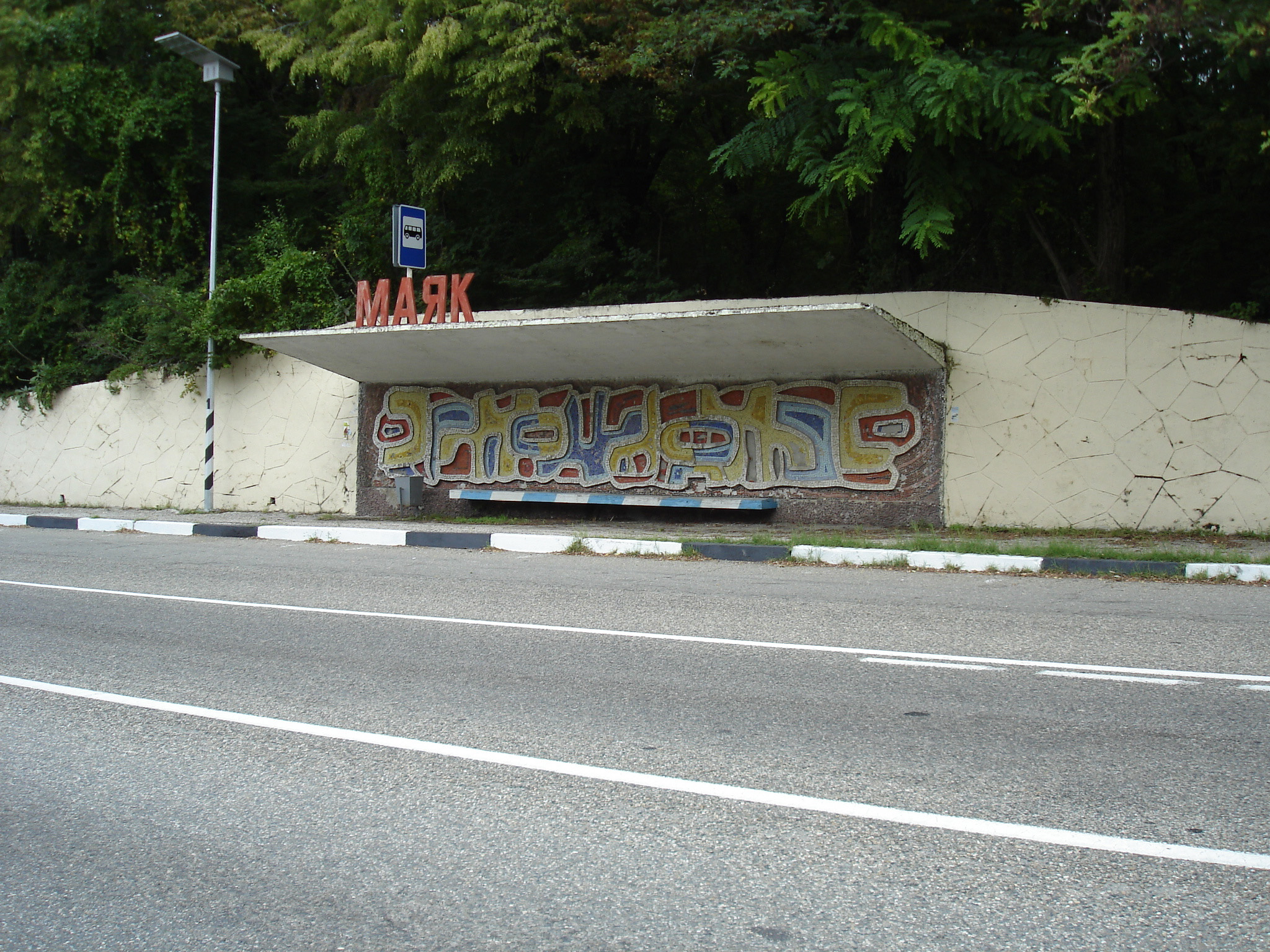
Остановка пансионата «Маяк»